# Adalbert Metzinger (Erziehungswissenschaftler)

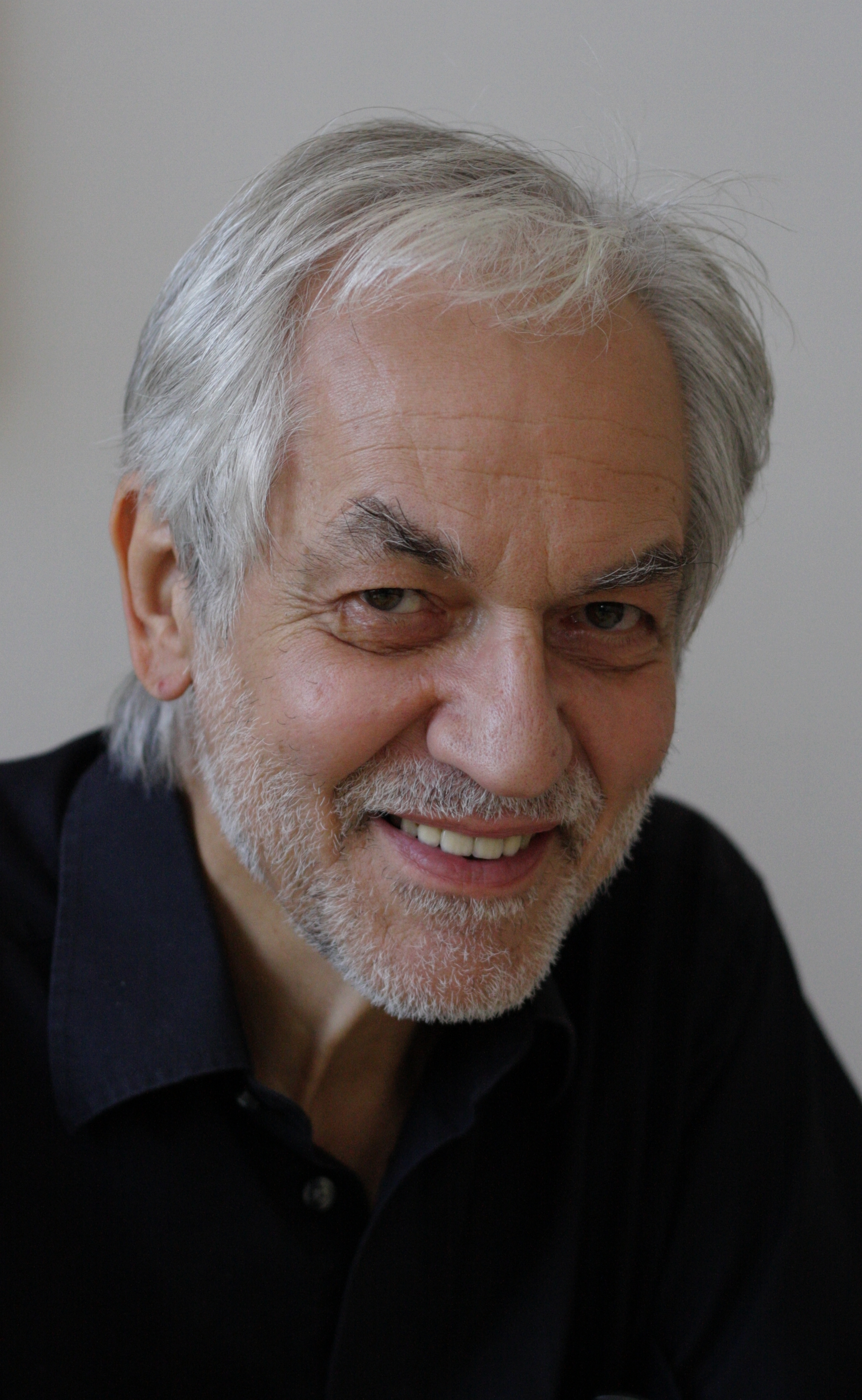

Adalbert Metzinger (* 24. Juni 1950 in Bühl) ist ein deutscher Erziehungswissenschaftler und Autor, der bis 2011 als Dozent an der Fachschule für Sozialpädagogik in Bühl unterrichtete.

## Leben
Adalbert Metzinger wurde 1950 als Sohn von Johann Metzinger und seiner Frau Sofie Metzinger, geb. Dinger, in Bühl (Baden) geboren. Er wuchs in Ottersweier auf, wo er von 1957 bis 1965 die Grund- und Hauptschule besuchte. Anschließend wechselte er auf die dreijährige Höhere Handelsschule in Bühl. Nach der Mittleren Reife wurde er Schüler des Wirtschaftsgymnasiums in Rastatt, wo er 1970 das Abitur machte. Von 1970 bis 1975 studierte er an der Universität Konstanz Erziehungswissenschaft, Psychologie und Soziologie und schloss sein Studium mit dem Magister Artium (M.A.) ab. Im August 1975 begann er als Dozent an der Fachschule für Sozialpädagogik in Bühl mit einer Unterrichtstätigkeit in den Fächern Pädagogik, Psychologie und Soziologie. 1992 promovierte er mit seiner Dissertation („Geschichte der Erzieherausbildung: Quellen-Konzeptionen-Impulse-Innovationen“) bei J. Kaltschmid an der Universität Heidelberg.
Nebenberuflich tätig war er beim Aufbau einer Jugendberatung im Haus der Jugend in Bühl, wo er von 1977 bis 1978 auch als Jugendberater wirkte. Als zunächst ehrenamtlicher Betreuer und später als nebenberuflicher Lehrer für weibliche Gefangene arbeitete er von 1978 bis 1981 in der Justizvollzugsanstalt Bühl. Außerdem übernahm er 1992 einen Lehrauftrag an der Fachhochschule für öffentliche Verwaltung in Kehl.
In mehreren Rundfunksendungen des SWF und von Radio Merkur wirkte er als Experte zwischen 1977 und 1988 mit (Kinderfunk mit Ernst Ebel/Bildung u. Ausbildung: Margret Liede) mit.
Seit 1969 engagierte er sich in verschiedenen politischen Gruppierungen (DFG-VK, Friedensbewegung, Jugendzentrumsinitiative, Anti-AKW-Bewegung, amnesty international usw.), wobei er besonders als Angestelltenvertreter in der GEW aktiv war.
Ab 1967 musizierte er in zwei Rockbands und trat ab 1970 mit gesellschaftskritischen Liedern (z. T. auch eigene Songs) im Duo oder alleine meistens bei politischen Veranstaltungen auf (Demonstrationen, 1. Mai-Kundgebungen, ai, GEW usw.). Höhepunkt war dabei die Einladung von Walter Krause zu einer SWF-Produktion für die Sendung „Nachwuchs und Talente“ (1971). Am 12. April 2000 sendete Radio 96 ein Interview mit ihm und spielte mehrere seiner eigenen Lieder.

## Schriften
- Verhaltensgestörte Kinder in Kindergarten und Heim, Bonz-Verlag, Fellbach 1979
- Der Beruf des Erziehers, Bonz-Verlag, Fellbach 1990
- Pädagogische Probleme in Kindergarten und Hort, Bonz-Verlag, Fellbach 1991
- Geschichte der Erzieherausbildung: Quellen-Konzeptionen-Impulse-Innovationen, Verlag Peter Lang, Frankfurt/M. 1993
- Umwelterziehung: So früh wie möglich beginnen, in: Praxisfeld Erziehung, hrsg. von Franz-Josef Brockschnieder/Wolfgang Ullrich, Troisdorf, Bildungsverlag EINS, 1997, S. 265–267
- Arbeit mit Gruppen, Lambertus-Verlag, Freiburg/Br. 1999
- Kindsein heute: Zwischen zu viel und zu wenig, Rainer Hampp Verlag, München 2002
- Die Erzieherin am Anfang der Ausbildung, in: Erziehungswissenschaft, Band 1, hrsg. von Margarete Blank-Mathieu, 3. Auflage, Troisdorf, Bildungsverlag EINS, 2006, S. 11–37
- Arbeit mit Gruppen, in: Erziehungswissenschaft, Band 2, hrsg. von Margarete Blank-Mathieu, 2. Auflage, Troisdorf, Bildungsverlag EINS, 2006, S. 236–283
- Geschichte der Erzieherinnenausbildung als Frauenberuf, in: Pädagogik der frühen Kindheit, hrsg. von Lilian Fried/Susanna Roux, Weinheim, Beltz-Verlag, 2006, S. 348–358
- Verhaltensprobleme erkennen, verstehen und behandeln, Cornelsen Verlag Scriptor, Berlin 2007
- Entwicklungspsychologie kompakt, Bildungsverlag EINS, Troisdorf 2009
- Sexualerziehung in der Vor- und Grundschule, Brigg Pädagogik, Augsburg 2011
- Suchtprävention – Praxishilfe für Kindergarten und Grundschule, Schneider Verlag Hohengehren, Baltmannsweiler 2012
- Menschen im Widerstand – Mittelbaden 1933 – 1945, Verlag Regionalkultur, Ubstadt-Weiher 2017
- Entwicklungspsychologie kompakt – 0 bis 11 Jahre, Köln, Bildungsverlag EINS, 2014
- Der Weg in den Tod: Von der Hub nach Grafeneck, in: Die Hub – Geschichte und Gegenwart einer einzigartigen Einrichtung,  hrsg. von Martin Walter, Gernsbach, Casimir Katz Verlag, S. 109–122
- Alois Knäbel: Vom Bauernsohn zum Kriegsverbrecher, in: Täter – Helfer – Trittbrettfahrer – NS-Belastete aus Nordbaden und Nordschwarzwald, hrsg. von Wolfgang Proske, Gerstetten, Kugelberg Verlag, S. 161–169
- Entscheidung des Gewissens: Der beschwerliche Weg zur Kriegsdienstverweigerung, BoD, Norderstedt 2024

## Diskografie
- 2012: Adalbert Metzinger – Gegen den Wind

| Personendaten    | Personendaten                                                                                       |
| ---------------- | --------------------------------------------------------------------------------------------------- |
| NAME             | Metzinger, Adalbert                                                                                 |
| KURZBESCHREIBUNG | deutscher Erziehungswissenschaftler und Autor, Dozent an der Fachschule für Sozialpädagogik in Bühl |
| GEBURTSDATUM     | 24. Juni 1950                                                                                       |
| GEBURTSORT       | Bühl                                                                                                |